# Alejandro Córdoba Sosa
Pour les articles homonymes, voir Córdoba et Sosa.
 (janvier 2024).
Si vous disposez d'ouvrages ou d'articles de référence ou si vous connaissez des sites web de qualité traitant du thème abordé ici, merci de compléter l'article en donnant les références utiles à sa vérifiabilité et en les liant à la section « Notes et références ».
Alejandro Córdoba Sosa (né en 1971 à Berisso, province de Buenos Aires) est un écrivain argentin.

## Biographie
Comme auteur de nouvelles, Alejandro Córdoba Sosa figure dans de nombreuses anthologies, dont en particulier celle éditée par la Sociedad Argentina de Escritores (SADE) en l’an 2000, dans laquelle il a été inclus au titre de lauréat du Concurso Nacional de Cuento SADE 2000 (Concours national de la nouvelle SADE 2000) pour sa nouvelle Voler le néant.
En 2007, sous le nom de plume d’Alejandro Zenteno Lobo, il publie Doscientos y un cuentos en miniatura, livre de micronouvelles ne dépassant pas les soixante-dix mots. Le livre était illustré par des œuvres réalisées par l’artiste Meli Valdés Sozzani.
Une des  micronouvelles incluses dans ce libre, Une histoire d’horreur, est considérée comme la plus courte narration en espagnol. Avec seulement sept mots et vingt-huit lettres, le texte intégral de la micronouvelle concernée s'énonce comme suit :
"Frente a él, el espejo estaba vacío."
(En face de lui, le miroir était vide.)
En 2011, ses œuvres narratives sont incluses dans l’anthologie Poetas y Narradores Contemporáneos 2011 (Poètes et Conteurs contemporains 2011), éditée par Editorial de los Cuatro Vientos, de Buenos Aires.
En 2013, une sélection personnelle de ses récits est publiée sous le nom El enigma de O. (L'énigme d’O). Ce livre a été présenté au 39e Salon International du Livre de Buenos Aires.
En 2014, il publie un deuxième recueil personnel de ses récits sous le titre El destino de la especie (Le devenir de l'espèce), livre présenté au 40e Salon International du Livre de Buenos Aires.

## Œuvres
- Antología SADE 2000 (Sociedad Argentina de Escritores, 2000)
- Doscientos y un cuentos en miniatura (De los Cuatro Vientos Ed., 2007)
- Poetas y Narradores Contemporáneos (De los Cuatro Vientos Ed., 2011)
- El enigma de O. (De los Cuatro Vientos Ed., 2013)
- El destino de la especie (Ed. Dunken, 2014)
- Two hundred and one miniature tales
- Una Soledad (roman)
- La Humanidad en el espejo
- Cruceros Boreal (roman)
- Devocionario Terrenal (poésies)
- La Flor de Plomo (pièce de théâtre)
- A mirror for mankind
- Vidas